# Dunckerocampus dactyliophorus
Dunckerocampus dactyliophorus és una espècie de peix de la família dels singnàtids i de l'ordre dels singnatiformes.

## Morfologia
- Els mascles poden assolir 19 cm de longitud total.[1]

## Reproducció
És ovovivípar i el mascle transporta els ous en una bossa ventral, la qual es troba a sota de la cua.

## Hàbitat
És un peix de clima tropical i associat als esculls de corall que viu entre 5-56 m de fondària.

## Distribució geogràfica
Es troba des del Mar Roig i l'Àfrica oriental fins a Samoa, el Japó i Austràlia.

## Observacions
Ha estat criat en captivitat.